# Yokut

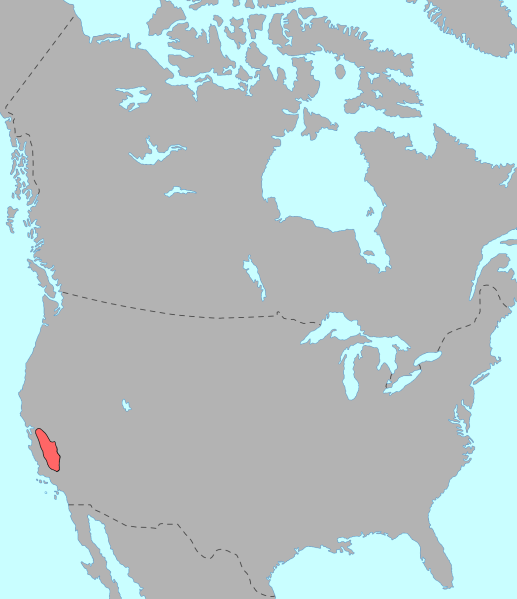
Distribución de los yokuts antes de la conquista.

Los yokut son una tribu indígena del grupo penutíe, también llamada mariposan, cuyo nombre significa “persona”. Se dividían en varios grupos:
- del río, con los grupos cholnimi, estimbich, chukalmina, gashowu.
- de la colina, con los grupos dalimchi, dumna.
- del pie de la colina, que agrupa las divisiones:
  - sur (kocheyali, tachi)
  - tule kaweah (kawia, wukchamni, yawdanchi, yokoa)
  - poso creek (palevyami, toihieha, kumachisi)
- del valle, con los grupos Yawelmani (N), wakichi, chulamni (N)
- buenavista, con los tohohi y tulamni
- otros, como bokninuwad, chauchila, coconoon, hometwali, koyeti, lathruunun, millerton, mizokuaves

## Localización
Vivían en las orillas de los ríos San Joaquín y Tulare y al Norte de las Montañas Tehachapi, al sur de Fresno (California). Actualmente ocupan las reservas de Tacge, Table Mountain, Tule River y la ranchería de Santa Rosa.

## Demografía
Antes de la llegada de los blancos probablemente eran unos 10 000 indios, pero se redujeron a un millar en 1900. Hacia 1960 eran 1145 (según Stingl) o 600 (según otros), y según Asher eran 500 en 1980. En 1990 eran unos 700 individuos. Según datos de la BIA de 1995, en la ranchería de Table Mountain había 115 habitantes (ninguno en rol tribal), en la de Tule River había 957 habitantes (1450 en el rol tribal), y en la de Santa Rosa 363 habitantes (427 en el rol tribal). Según el censo de 2000 había 4496 yokuts censados.

## Costumbres

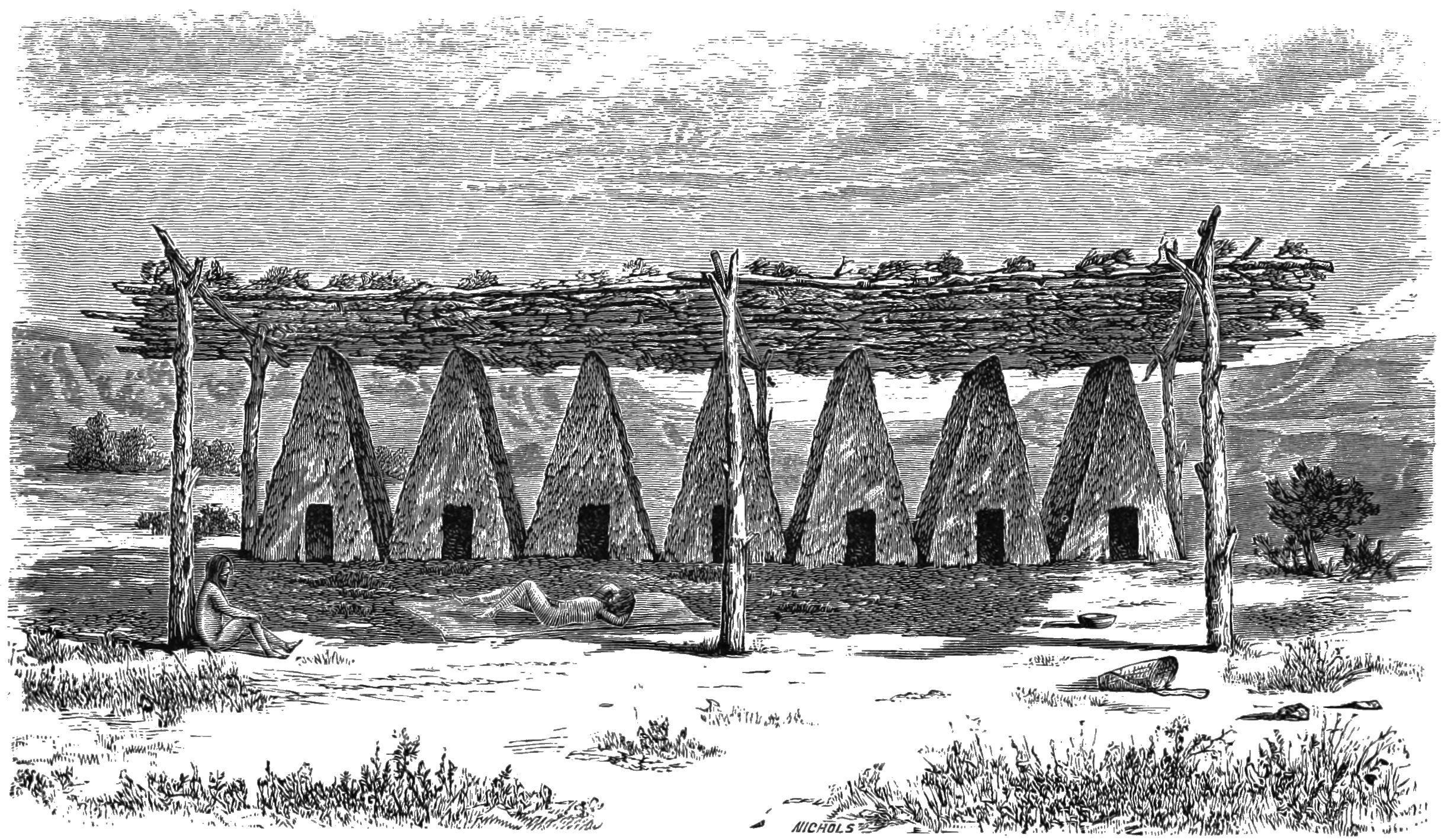
California en la década de 1870, Casas y vida doméstica de los aborígenes americanos (libro), Valle de San Joaquín, Yokuts

Pertenecían a una confederación de 40 tribus, hoy desaparecida, uno de los pueblos californianos más numerosos y representaban la cultura tradicional de los pueblos del centro del Pacífico, con diferencias interesantes. Cada tribu tenía un caudillo hereditario o elegido por las mujeres, y presidían las ceremonias religiosas; los poblados consistían en una hilera única de casas comunales en forma de hoz, con techo de hierbas, y casas de sudor de uso comunitario. Comían bellotas y semillas, cazaban gamos y ciervos, también comían perros, aunque no coyotes ni serpientes de cascabel, que eran considerados sagrados. En las casas comunales podían vivir diez o más familias, y los hombres llevaban poca ropa, iban desnudos o con taparrabos, mientras que las mujeres llevaban la típica faldilla cinturón de corteza con la cara y el cuerpo a menudo tatuados. 
La castidad de las mujeres se valoraba mucho antes de la llegada de los blancos. El matrimonio era por compra, y la esposa vivía en la casa de su esposo. La poligamia era aceptada, pero raramente practicada. La vida religiosa estaba moderadamente organizada, y creían en muchos espíritus animales. El chamanismo era importante en numerosos ritos. Los del valle sur bailaban la Watiyod o danza de la primavera, y la ceremonia de la Serpiente de Cascabel recordaba a la ceremonia de la serpiente de entre los hopi. Los jóvenes eran iniciados con estramonio en la ceremonia toloache. También tenían importancia los payasos y los travestidos en las ceremonias de los funerales. Los muertos eran enterrados o quemados, y observaban el duelo anual común en toda California. 
Las mujeres hacían cestos guarnecidos con plumas de codorniz o de pájaro carpintero. Las bandejas de Tulare y los cestos de cuello de botella se exhiben actualmente en muchos museos. También hacían cerámica cruda, aprendida de sus vecinos shoshone, más adelante enemigos suyos.
Su lengua tiene una estructura sencilla, sin prefijos ni incorporación de pronombres, y el plural se usaba solo para las cosas animadas.

## Historia
Aunque habían formado una confederación poderosa (posiblemente eran 18 000 en 1800), fueron a menudo atacados por los paiute y shoshone. Los blancos llegaron en 1848, con la fiebre del oro californiana. En 1850 los blancos les declararon la Guerra Mariposa. Atacaron a los mineros, pero fueron derrotados por el Batallón de Voluntarios Mariposa de James Savages, que les atacó en Sierra Nevada en 1851. Desde 1852 los internaron en reservas, y disminuyó mucho su número, con lo cual se degradaron desde el punto de vista racial.